# Jeanine Hennis-Plasschaert

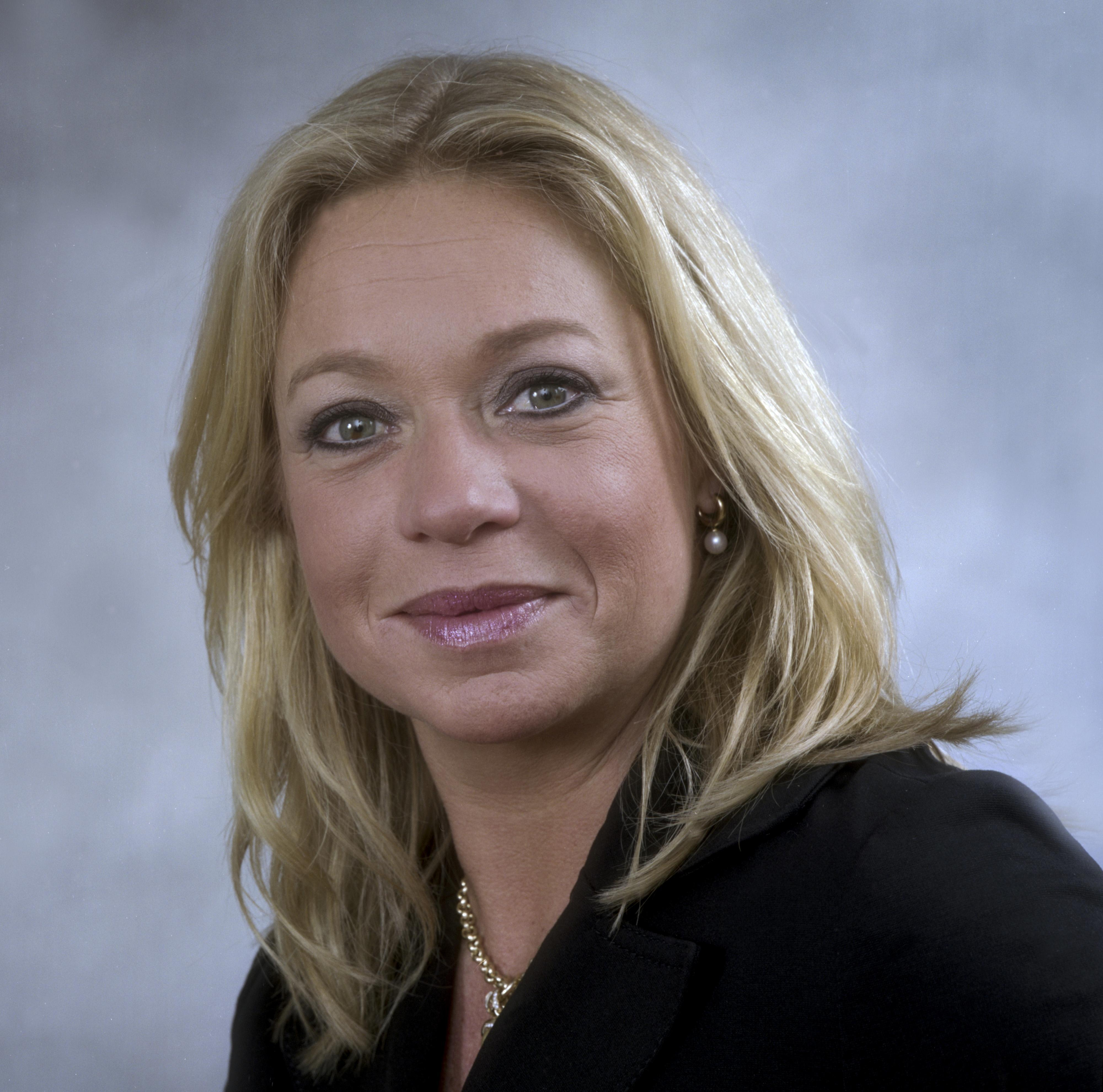
Jeanine Hennis-Plasschaert

Jeanine Antoinette Hennis-Plasschaert (n. 7 aprilie 1973, Heerlen, Limburg, Țările de Jos) este un om politic neerlandez, membru al Parlamentului European în perioada 2004-2009 din partea Țărilor de Jos.
Minister of Defence: 5 noiembre 2012 - 4 octombrie 2017.
1. ↑  pace.coe.int
2. ↑  Deputații în Parlamentul European